# Polyplectropus jorim
Polyplectropus jorim är en nattsländeart som beskrevs av Malicky 1993. Polyplectropus jorim ingår i släktet Polyplectropus och familjen fångstnätnattsländor. Inga underarter finns listade i Catalogue of Life.